# Бош (Румунія)
Бош (рум. Boș) — село у повіті Хунедоара в Румунії. Адміністративно підпорядковане місту Хунедоара.
Село розташоване на відстані 294 км на північний захід від Бухареста, 15 км на південний захід від Деви, 128 км на південний захід від Клуж-Напоки, 124 км на схід від Тімішоари.

## Населення
За даними перепису населення 2002 року у селі проживали 489 осіб, з них 486 осіб (99,4%) румунів. Рідною мовою 487 осіб (99,6%) назвали румунську.